# Lance Reddick
Lance Reddick (Baltimore (Maryland), 7 juni 1962 – Los Angeles, 17 maart 2023) was een Amerikaans acteur.

## Biografie
Reddick werd geboren in Baltimore (Maryland) waar hij de high school doorliep en in 1980 zijn diploma haalde. In de tachtiger jaren verhuisde hij naar Boston en ging drama  studeren aan de Yale-universiteit in New Haven.
Reddick begon in 1996 met acteren in de televisieserie New York Undercover. Hierna heeft hij nog meerdere rollen gespeeld in televisieseries en films. Het meest bekend is hij met zijn rol als Phillip Broyles in de televisieserie Fringe waar hij in 88 afleveringen speelde (2008-2012). Verder is hij ook bekend met zijn rol als Cedric Daniels in de televisieserie The Wire waar hij in 60 afleveringen speelde (2002-2008).
Reddick overleed, kort na de opnames voor de film The Caine Mutiny Court-Martial, onverwachts op 17 maart 2023 op 60-jarige leeftijd.

## Filmografie

### Films
Uitgezonderd korte films.
- 2025 Ballerina - als Charon
- 2023 The Caine Mutiny Court-Martial - als Blakely
- 2023 White Men Can 't Jump - als Benji
- 2023 John Wick: Chapter 4 - als Charon
- 2021 Man of Fire - als Pyrrus
- 2021 Godzilla vs. Kong - als Guillermin
- 2020 One Night in Miami - als Kareem X
- 2020 Sylvie's Love - als mr. Jay
- 2020 Faith Ba$ed - als pastor Mike
- 2019 Business Ethics - als professor Wrightway
- 2019 Angel Has Fallen - als directeur geheime dienst David Gentry
- 2019 John Wick: Chapter 3 – Parabellum - als Charon
- 2018 Monster Party - als Milo
- 2018 The Domestics - als Nathan Wood
- 2018 Canal Street - als Jerry Shaw
- 2018 Little Woods - als Carter
- 2017 John Wick: Chapter 2 - als Charon
- 2015 Fun Size Horror: Volume One - als Oscar
- 2014 Search Party - als MacDonaldson
- 2014 John Wick - als hotelmanager / Charon
- 2014 Faults - als Mick
- 2014 The Guest - als burgemeester Carver
- 2013 Oldboy - als Daniel Newcombe
- 2013 White House Down – als generaal Caulfield
- 2012 Won't Back Down – als Charles Alberts
- 2012 Drûne – als Nissen
- 2011 Remains – als Ramsey
- 2010 Jonah Hex – als Smith
- 2009 The Way of War – als The Black Man
- 2008 Tennessee – als Frank
- 2006 Dirty Work – als Manning
- 2004 Brother to Brother – als James Baldwin
- 2002 Keep the Faith, Baby – als Jay Raymond Jones
- 2002 Bridget – als Black
- 2001 Don't Say a Word – als Arnie
- 2000 I Dreamed of Africa – als Simon
- 1998 The Siege – als FBI agent Floyd Rose
- 1998 Godzilla – als soldaat op Manhattan brug
- 1998 Witness to the Mob – als voorzitter jury
- 1998 The Fixer – als Tyrell Holmes
- 1998 Great Expectations – als Anton Le Farge
- 1997 What the Deaf Man Heard – als George Thacker

### Televisieseries
Uitgezonderd eenmalige gastrollen.
- 2024 Percy Jackson and the Olympians - als Zeus - 1 afl.
- 2023 The Legend of Vox Machina - als Thordak (stem) - 5 afl.
- 2022 Vindicators 2 - als Alan Rails (stem) - 7 afl.
- 2022 Batman Unburied - als Thomas Wayne (stem) - 10 afl.
- 2022 Farzar - als Renzo (stem) - 10 afl.
- 2022 Resident Evil  - als Albert Wesker - 8 afl.
- 2014 - 2021 Bosch - als Irvin Irving - 68 afl.
- 2020 - 2021 Paradise PD - als agent Clappers - 8 afl.
- 2021 From Now - als agent White - 3 afl.
- 2018 - 2020 Corporate - als Christian DeVille - 18 afl.
- 2020 Paradise PD - als agent Clappers - 3 afl.
- 2020 Castlevania - als kapitein - 10 afl.
- 2019 DuckTales - als Lunaris (stem) - 5 afl.
- 2019 Carrier - als Earl - 5 afl.
- 2014 - 2018 American Horror Story - als Papa Legba - 4 afl.
- 2016 Quantum Break - als Martin Hatch - 4 afl.
- 2014 Intelligence - als DCI Jeffrey Tetazoo - 5 afl.
- 2014 The Blacklist - als de cowboy - 2 afl.
- 2014 Beware the Batman - als Ra's al Ghul (stem) - 3 afl.
- 2008 – 2013 Fringe – als Phillip Broyles – 90 afl.
- 2012 The Avengers: Earth's Mightiest Heroes – als Sam Wilson / Falcon (stem) - 2 afl.
- 2012 TRON: Uprising – als Cutler – 2 afl.
- 2008 – 2009 Lost – als Matthew Abaddon – 4 afl.
- 2002 – 2008 The Wire – als Cedric Daniels – 60 afl.
- 2005 – 2006 CSI: Miami – als FBI agent David Park – 3 afl.
- 2000 – 2004 Law & Order – als FBI Special Agent Jamal Atkinson, Captain Maru Gasana en Juror - 3 afl.
- 2000 – 2001 Law & Order: Special Victims Unit – als dr. Taylor – 6 afl.
- 2000 – 2001 Oz – als Desmond Mobay / John Basil – 12 afl.
- 2000 The Corner – als Marvin – 2 afl.
- 2000 Falcone – als rechercheur Willis Simms – 3 afl.

### Computerspellen
- 2022 Destiny 2: The Witch Queen - als commander Zavala
- 2022 Horizon Forbidden West - als Sylens
- 2019 John Wick Hex - als Charon
- 2018 Destiny 2: Forsaken - als commander Zavala
- 2017 Destiny 2 - als commander Zavala
- 2017 Horizon Zero Dawn - als Sylens
- 2016 Quantum Break - als Martin Hatch
- 2015 Destiny: The Taken King - als commander Zavala
- 2014 Destiny - als commander Zavala
- 2013 Payday 2 - als Charon
- 2009 50 Cent: Blood on the Sand - als Carter

- Biblioteca Nacional de España: XX4888166
- Gemeinsame Normdatei: 140426620
- International Standard Name Identifier: 0000 0000 7827 132X
- Library of Congress Control Number: no2004102616
- Nationale Bibliotheek van Tsjechië: xx0156238
- Nationale Bibliotheek van Israël: 987007444342805171
- Virtual International Authority File: 308695676